# Düsseldorfer Turn- und Sportverein Fortuna 1895 1981-1982
Questa voce raccoglie le informazioni riguardanti il Düsseldorfer Turn- und Sportverein Fortuna 1895 nelle competizioni ufficiali della stagione 1981-1982.

## Stagione
Nella stagione 1981-1982 il Fortuna Düsseldorf, allenato da Jörg Berger, concluse il campionato di Bundesliga al 15º posto. In Coppa di Germania il Fortuna Düsseldorf fu eliminato al terzo turno dal Norimberga.

## Rosa
| N. |                     | Ruolo | Calciatore         |
| -- | ------------------- | ----- | ------------------ |
|    | Germania (bandiera) | P     | Oliver Bücher      |
|    | Germania (bandiera) | P     | Horst Dreher       |
|    | Germania (bandiera) | D     | Günther Bansemer   |
|    | Germania (bandiera) | D     | Manfred Bockenfeld |
|    | Germania (bandiera) | D     | Holger Fach        |
|    | Germania (bandiera) | D     | Günter Kuczinski   |
|    | Germania (bandiera) | D     | Peter Löhr         |
|    | Germania (bandiera) | D     | Amand Theis        |
|    | Germania (bandiera) | C     | Rudolf Bommer      |
|    | Germania (bandiera) | C     | Stefan Dauber      |
|    | Germania (bandiera) | C     | Ralf Dusend        |

| N. |                                 | Ruolo | Calciatore      |
| -- | ------------------------------- | ----- | --------------- |
|    | Polonia (bandiera)              | C     | Joachim Hutka   |
|    | Islanda (bandiera)              | C     | Pétur Ormslev   |
|    | Germania (bandiera)             | C     | Josef Weikl     |
|    | Germania (bandiera)             | C     | Gerd Zewe       |
|    | Germania (bandiera)             | A     | Thomas Allofs   |
|    | Islanda (bandiera)              | A     | Atli Eðvaldsson |
|    | Bosnia ed Erzegovina (bandiera) | A     | Demir Hotić     |
|    | Germania (bandiera)             | A     | Ludger Kanders  |
|    | Germania (bandiera)             | A     | Wolfgang Seel   |
|    | Germania (bandiera)             | A     | Günter Thiele   |
|    | Germania (bandiera)             | A     | Rüdiger Wenzel  |

## Organigramma societario
Area tecnica
- Allenatore: Jörg Berger
- Allenatore in seconda:
- Preparatore dei portieri:
- Preparatori atletici:

## Calciomercato

### Sessione estiva
| Acquisti | Acquisti           | Acquisti                      | Acquisti |
| R.       | Nome               | da                            | Modalità |
| -------- | ------------------ | ----------------------------- | -------- |
| A        | Atli Eðvaldsson    | Borussia Dortmund             |          |
| D        | Manfred Bockenfeld | Bocholt                       |          |
| D        | Holger Fach        | Fortuna Düsseldorf (juniores) |          |
| A        | Ludger Kanders     | Uerdingen 05                  |          |

| Cessioni | Cessioni         | Cessioni             | Cessioni |
| R.       | Nome             | a                    | Modalità |
| -------- | ---------------- | -------------------- | -------- |
| A        | Klaus Allofs     | Colonia              |          |
| P        | Volker Diergardt | Arminia Bielefeld    |          |
| D        | Egon Köhnen      | Uerdingen 05         |          |
| C        | Hubert Schmitz   | Hertha Berlino       |          |
| D        | Heinz Wirtz      | Washington Diplomats |          |

### Sessione invernale
| Acquisti | Acquisti      | Acquisti       | Acquisti |
| R.       | Nome          | da             | Modalità |
| -------- | ------------- | -------------- | -------- |
| C        | Pétur Ormslev | Fram Reykjavík |          |

| Cessioni | Cessioni | Cessioni | Cessioni |
| R.       | Nome     | a        | Modalità |
| -------- | -------- | -------- | -------- |

## Risultati

### Bundesliga

#### Girone di andata
| Arbitro: | Engel |

|                                |           |                      |
| Six 24’ Förster 30’ Müller 55’ | Marcatori | 18’ Weikl 49’ Wenzel |

| Arbitro: | Horeis |

|  |           |                          |
|  | Marcatori | 57’ Matthäus 67’ Pinkall |

| Arbitro: | Tritschler |

|              |           |            |
| Krobbach 10’ | Marcatori | 68’ Allofs |

| Arbitro: | Horstmann |

|           |           |                      |
| Wenzel 9’ | Marcatori | 29’ Kraus 69’ Hoeneß |

| Arbitro: | Schmidhuber |

|           |           |            |
| Szech 90’ | Marcatori | 66’ Wenzel |

| Arbitro: | Umbach |

|                      |           |                        |
| Hutka 71’ Thiele 74’ | Marcatori | 18’ Stetter 86’ Collet |

| Arbitro: | Messmer |

|                                         |           |            |
| Gruber 19’, 69’ Kostedde 35’ Bracht 58’ | Marcatori | 57’ Allofs |

| Arbitro: | Eschweiler |

|                      |           |                 |
| Weikl 50’ Allofs 66’ | Marcatori | 40’ (rig.) Abel |

| Arbitro: | Luca |

|                         |           |  |
| Zewe 66’ Eðvaldsson 68’ | Marcatori |  |

| Arbitro: | Ermer |

|                                     |           |                           |
| Worm 10’ Zavišić 36’ Grobe 61’, 66’ | Marcatori | 83’ Allofs 85’ Eðvaldsson |

| Arbitro: | Brehm |

|                                       |           |                                 |
| Wenzel 11’ (rig.), 40’ Theis 38’, 54’ | Marcatori | 22’ Hofeditz 50’ (rig.) Briegel |

| Arbitro: | Linn |

|                                                          |           |                       |
| Rüssmann 22’ Burgsmüller 42’ Votava 80’ Huber 85’ (rig.) | Marcatori | 40’ Bommer 71’ Allofs |

| Arbitro: | Föckler |

|           |           |                 |
| Theis 46’ | Marcatori | 87’ Lieberwirth |

| Arbitro: | Redelfs |

|                              |           |  |
| Woodcock 46’, 56’ Strack 71’ | Marcatori |  |

| Arbitro: | Engel |

|                           |           |                 |
| Eðvaldsson 67’ Allofs 73’ | Marcatori | 82’, 85’ Künast |

| Arbitro: | Huster |

|                                                     |           |               |
| Milewski 4’ Hrubesch 11’, 26’, 69’, 87’ Hartwig 52’ | Marcatori | 3’ Eðvaldsson |

| Arbitro: | Stäglich |

|                 |           |  |
| Allofs 60’, 90’ | Marcatori |  |

#### Girone di ritorno
| Arbitro: | Kasperowski |

|                       |           |                                 |
| Thiele 21’ Wenzel 80’ | Marcatori | 41’ Kelsch 51’ Reichert 86’ Six |

| Arbitro: | Horeis |

|                                 |           |  |
| Bruns 9’ Pinkall 29’ Wuttke 52’ | Marcatori |  |

| Arbitro: | Messmer |

|                                                        |           |                  |
| Eðvaldsson 40’ Dusend 58’ Wenzel 67’ (rig.) Allofs 73’ | Marcatori | 34’ (rig.) Riedl |

| Arbitro: | Correll |

|                                                                                 |           |  |
| Kraus 10’ Augenthaler 15’, 87’ Rummenigge 31’ Breitner 45’ Niedermayer 68’, 79’ | Marcatori |  |

| Arbitro: | Heitmann |

|                                                  |           |            |
| Wenzel 5’ (rig.) Allofs 38’, 85’ Thiele 44’, 90’ | Marcatori | 86’ Økland |

| Arbitro: | Ross |

|                         |           |                           |
| Mattern 43’ (rig.), 61’ | Marcatori | 16’ Eðvaldsson 81’ Allofs |

| Düsseldorf 6 marzo 1982, ore 15:30 CET 24ª giornata | Fortuna Düsseldorf | 0 – 0 referto | Werder Brema | Rheinstadion (11 500 spett.)\| Arbitro: \| Tritschler \| |
| Arbitro:                                            | Tritschler         |               |              |                                                          |

| Arbitro: | Walz |

|                                    |           |  |
| Patzke 45’ Oswald 47’ Schreier 69’ | Marcatori |  |

| Arbitro: | Niebergall |

|          |           |  |
| Bold 20’ | Marcatori |  |

| Arbitro: | Klauser |

|            |           |                  |
| Thiele 40’ | Marcatori | 58’ (aut.) Weikl |

| Arbitro: | Mercier |

|             |           |          |
| Hofeditz 4’ | Marcatori | 5’ Weikl |

| Düsseldorf 23 aprile 1982, ore 20:00 CEST 29ª giornata | Fortuna Düsseldorf | 0 – 0 referto | Borussia Dortmund | Rheinstadion (16 500 spett.)\| Arbitro: \| Schmidhuber \| |
| Arbitro:                                               | Schmidhuber        |               |                   |                                                           |

| Arbitro: | Retzmann |

|                                |           |                     |
| Dreßel 46’ Weyerich 55’ (rig.) | Marcatori | 80’ Fach 90’ Thiele |

| Arbitro: | Föckler |

|            |           |                |
| Dusend 54’ | Marcatori | 38’ Littbarski |

| Arbitro: | Brehm |

|                                                |           |  |
| Dusend 49’ (aut.) Borchers 58’, 75’ Nickel 77’ | Marcatori |  |

| Arbitro: | Hontheim |

|                                    |           |                              |
| Eðvaldsson 10’ Fach 74’ Allofs 84’ | Marcatori | 22’ Jakobs 33’, 69’ Hrubesch |

| Arbitro: | Stäglich |

|                        |           |            |
| Helmes 30’ Büssers 37’ | Marcatori | 27’ Bommer |

### Coppa di Germania
| Arbitro: | Reichmann |

| |           |          |
| Wenzel 7’, 43’ (rig.) Bockenfeld 26’ Kanders 28’ Allofs 30’, 36’ Dusend 32’, 58’ Bommer 70’ Thiele 82’ | Marcatori | 52’ Huth |

| Arbitro: | Roth |

|                                     |           |                |
| Allofs 6’ Bockenfeld 72’ Bommer 85’ | Marcatori | 25’ Lottermann |

| Arbitro: | Heitmann |

|                   |           |  |
| Heck 41’ Eder 83’ | Marcatori |  |

## Statistiche

### Statistiche di squadra
| Competizione      | Punti | In casa | In casa | In casa | In casa | In casa | In casa | In trasferta | In trasferta | In trasferta | In trasferta | In trasferta | In trasferta | Totale | Totale | Totale | Totale | Totale | Totale | DR  |
| Competizione      | Punti | G       | V       | N       | P       | Gf      | Gs      | G            | V            | N            | P            | Gf           | Gs           | G      | V      | N      | P      | Gf     | Gs     | DR  |
| ----------------- | ----- | ------- | ------- | ------- | ------- | ------- | ------- | ------------ | ------------ | ------------ | ------------ | ------------ | ------------ | ------ | ------ | ------ | ------ | ------ | ------ | --- |
| Bundesliga        | 25    | 17      | 6       | 8       | 3       | 32      | 22      | 17           | 0            | 5            | 12           | 16           | 51           | 34     | 6      | 13     | 15     | 48     | 73     | -25 |
| Coppa di Germania | -     | 2       | 2       | 0       | 0       | 13      | 2       | 1            | 0            | 0            | 1            | 0            | 2            | 3      | 2      | 0      | 1      | 13     | 4      | +9  |
| Totale            | 25    | 19      | 8       | 8       | 3       | 45      | 24      | 18           | 0            | 5            | 13           | 16           | 53           | 37     | 8      | 13     | 16     | 61     | 77     | -16 |

### Andamento in campionato
| Giornata  | 1  | 2  | 3  | 4  | 5  | 6  | 7  | 8  | 9  | 10 | 11 | 12 | 13 | 14 | 15 | 16 | 17 | 18 | 19 | 20 | 21 | 22 | 23 | 24 | 25 | 26 | 27 | 28 | 29 | 30 | 31 | 32 | 33 | 34 |
| --------- | -- | -- | -- | -- | -- | -- | -- | -- | -- | -- | -- | -- | -- | -- | -- | -- | -- | -- | -- | -- | -- | -- | -- | -- | -- | -- | -- | -- | -- | -- | -- | -- | -- | -- |
| Luogo     | T  | C  | T  | C  | T  | C  | T  | C  | C  | T  | C  | T  | C  | T  | C  | T  | C  | C  | T  | C  | T  | C  | T  | C  | T  | T  | C  | T  | C  | T  | C  | T  | C  | T  |
| Risultato | P  | P  | N  | P  | N  | N  | P  | V  | V  | P  | V  | P  | N  | P  | N  | P  | V  | P  | P  | V  | P  | V  | N  | N  | P  | P  | N  | N  | N  | N  | N  | P  | N  | P  |
| Posizione | 13 | 15 | 16 | 17 | 16 | 17 | 17 | 15 | 14 | 15 | 13 | 14 | 14 | 16 | 15 | 16 | 14 | 16 | 16 | 14 | 16 | 14 | 13 | 14 | 15 | 15 | 15 | 15 | 15 | 15 | 14 | 15 | 15 | 15 |

Legenda:

Luogo: C = Casa; T = Trasferta. Risultato: V = Vittoria; N = Pareggio; P = Sconfitta.

### Statistiche dei giocatori
| Giocatore     | Bundesliga | Bundesliga | Bundesliga  | Bundesliga | Coppa di Germania | Coppa di Germania | Coppa di Germania | Coppa di Germania | Totale   | Totale | Totale      | Totale     |
| Giocatore     | Presenze   | Reti       | Ammonizioni | Espulsioni | Presenze          | Reti              | Ammonizioni       | Espulsioni        | Presenze | Reti   | Ammonizioni | Espulsioni |
| ------------- | ---------- | ---------- | ----------- | ---------- | ----------------- | ----------------- | ----------------- | ----------------- | -------- | ------ | ----------- | ---------- |
| T. Allofs     | 33         | 13         | 1           | 0          | 3                 | 3                 | 0                 | 0                 | 36       | 16     | 1           | 0          |
| G. Bansemer   | 2          | 0          | 1           | 0          | 0                 | 0                 | 0                 | 0                 | 2        | 0      | 1           | 0          |
| M. Bockenfeld | 23         | 0          | 2           | 0          | 3                 | 2                 | 1                 | 0                 | 26       | 2      | 3           | 0          |
| R. Bommer     | 31         | 2          | 2           | 0          | 3                 | 2                 | 0                 | 0                 | 34       | 4      | 2           | 0          |
| O. Bücher     | 19         | 0          | 0           | 0          | 0                 | 0                 | 0                 | 0                 | 19       | 0      | 0           | 0          |
| S. Dauber     | 0          | 0          | 0           | 0          | 0                 | 0                 | 0                 | 0                 | 0        | 0      | 0           | 0          |
| H. Dreher     | 16         | 0          | 0           | 0          | 3                 | 0                 | 0                 | 0                 | 19       | 0      | 0           | 0          |
| R. Dusend     | 34         | 2          | 0           | 0          | 3                 | 2                 | 0                 | 0                 | 37       | 4      | 0           | 0          |
| A. Eðvaldsson | 26         | 7          | 0           | 0          | 2                 | 0                 | 0                 | 0                 | 28       | 7      | 0           | 0          |
| H. Fach       | 16         | 2          | 1           | 0          | 1                 | 0                 | 0                 | 0                 | 17       | 2      | 1           | 0          |
| D. Hotić      | 0          | 0          | 0           | 0          | 0                 | 0                 | 0                 | 0                 | 0        | 0      | 0           | 0          |
| J. Hutka      | 21         | 1          | 0           | 0          | 1                 | 0                 | 0                 | 0                 | 22       | 1      | 0           | 0          |
| L. Kanders    | 14         | 0          | 0           | 0          | 1                 | 1                 | 0                 | 0                 | 15       | 1      | 0           | 0          |
| G. Kuczinski  | 17         | 0          | 0           | 0          | 0                 | 0                 | 0                 | 0                 | 17       | 0      | 0           | 0          |
| P. Löhr       | 29         | 0          | 5           | 0          | 3                 | 0                 | 0                 | 0                 | 32       | 0      | 5           | 0          |
| P. Ormslev    | 1          | 0          | 0           | 0          | 1                 | 0                 | 0                 | 0                 | 2        | 0      | 0           | 0          |
| W. Seel       | 12         | 0          | 0           | 0          | 2                 | 0                 | 0                 | 0                 | 14       | 0      | 0           | 0          |
| A. Theis      | 31         | 3          | 5           | 0          | 3                 | 0                 | 1                 | 0                 | 34       | 3      | 6           | 0          |
| G. Thiele     | 18         | 6          | 0           | 0          | 1                 | 1                 | 0                 | 0                 | 19       | 7      | 0           | 0          |
| J. Weikl      | 33         | 3          | 5           | 0          | 2                 | 0                 | 0                 | 0                 | 35       | 3      | 5           | 0          |
| R. Wenzel     | 30         | 8          | 4           | 0          | 2                 | 2                 | 0                 | 0                 | 32       | 10     | 4           | 0          |
| G. Zewe       | 22         | 1          | 1           | 0          | 3                 | 0                 | 0                 | 0                 | 25       | 1      | 1           | 0          |